# Selección de fútbol sub-23 de Nigeria
La Selección olímpica de fútbol de Nigeria, también conocida como la Selección de fútbol sub-23 de Nigeria es el representativo del país en Fútbol en los Juegos Olímpicos y está compuesta por jugadores menores de 23 años. Es controlada por la Federación Nigeriana de Fútbol.

## Historia
Antes de Barcelona 1992, Nigeria nunca había destacado en los Juegos Olímpicos, hasta que en Atlanta 1996 se convirtieron en la primera nación africana en ganar la medalla de oro en Fútbol en los Juegos Olímpicos luego de vencer a Argentina en la final. También ganó la medalla de plata en Pekín 2008 luego de perder la final ante Argentina.
Es una de las selecciones sub-23 más fuertes de África junto a Ghana, ya que también ha sido campeón continental en la categoría.

## Palmarés
- Olimpiadas
  -  (1): 1996
  -  (1): 2008
  -  (1): 2016

- All Africa Games
  -  (1): 2003
  -  (2): 1991, 1995

- Inter Continental Cup: 1

2008
- Niger Tournament: 1[1]

2002